# 光村教育図書
光村教育図書株式会社（みつむらきょういくとしょ）は、教育関連の図書や絵本などを中心とした日本の出版社。教科書を出版している光村図書出版株式会社の関連会社である。

## 概要
- 沿革　1964年（昭和39年）　設立
- 代表者　代表取締役社長　湯地修治
- 資本金　4000万円
- 本社所在地　東京都品川区西五反田2-27-4